# Mr.Friendly
MR.FRIENDLY（ミスターフレンドリー）は、スーパープランニングのキャラクターである。

## 概要
世界中の人々が皆仲良しでいられるようにとのコンセプトで作られた。
なお、MR.FRIENDLYには、特定のプロフィールは設定されていない。

## 来歴
1988年に誕生。
1994年、代官山に直営店「MR.FRIENDLY DAILY STORE」が開業。
2008年9月15日、「MR.FRIENDLY DAILY STORE」としての営業終了。
2008年10月10日、直営店を「MR.FRIENDLY CAFE」と改名してリニューアルオープン。

## 作品

### 絵本
- あなたに贈る「ありがとう」ミスターフレンドリーの"BE HAPPY"BOOK（2003年、PHP研究所）

### アニメ
- フレンドリー・アベニュー（2005年5月 - 2006年3月、テレビ東京）